# Villa Wikström
Villa Wikström är en fastighet på Dag Hammarskjölds väg 22 (kvarteret Ambassadören 8) i Diplomatstaden, Stockholm. Villan är ritad av arkitekten Cyrillus Johansson för grosshandlaren Carl Wikström, och uppfördes under åren 1924–25. Villan var under 1980-talet Sydkoreas ambassad, och disponeras i dag som residens för dess ambassadör. Fastigheten är blåmärkt av Stadsmuseet i Stockholm vilket betyder "att bebyggelsen bedöms ha synnerligen höga kulturhistoriska värden".

## Utformning
Bygglovsansökan är daterad den 22 februari 1923 och tomtkartan fastställdes i maj samma år. 
Tomtstorleken är på 1460 m² och tomten sträcker sig med en smal remsa ända mot Nobelgatan åt Djurgårdsbrunnsviken, där den är bara drygt 8 meter bred. Här hade arkitekten tänkt sig ett pampigt flanörstråk ner mot vattnet. Byggnadens huvudentré är vänd mot dåvarande Strandvägen. Villan är uppförd i rött tegel och fasaderna är mycket genomarbetade med pilastrar och valvbågar i tegelrelief, mellan valvbågarna har teglet anordnats i fiskbensmönster. Taket är utformat som ett säteritak med svängda takfall och täckt med enkupiga takpannor.
Invändigt välkomnas man av en rund hall som sträcker sig genom två våningar. Den hade från början ett takljus som numera är igensatt. Symmetriskt kring hallen visar ursprungsritningen salongen rakt fram samt bibliotek och matsal på ömse sidor. Köket skulle inte märkas, det var placerat i källaren. Via en svängd trappa som följer den runda hallen uppåt når man, efter dåtidens mönster, herrskapets stora sovrum och badrum samt fem mindre sovrum.

## Byggherre
Byggherren Carl Wikström var den förste i Europa som producerade masonit på licens efter ett amerikanskt patent.
Carl Wikström ägde både fastigheten Ambassadören nr 7 och 8 som han 1922/23 hade övertagit av generalkonsuln Robert Bünsow. Samtidigt med sin egen villa ansökte han även som ombud för sin syster Margit Bonde om bygglov för grannhuset i kvarteret Ambassadören nr 7, Villa Bonde, även den ritad av arkitekt Cyrillus Johansson.